# Mesyatsia karakorum
Mesyatsia karakorum är en bäcksländeart som först beskrevs av Šámal 1935.  Mesyatsia karakorum ingår i släktet Mesyatsia och familjen vingbandbäcksländor. Inga underarter finns listade i Catalogue of Life.